# Torre Viader
La Torre Viader o Casa Marc Viader és un edifici de Cardedeu (Vallès Oriental), catalogat com a bé cultural d'interès local.

## Història
És el resultat d'una reforma i ampliació d'inicis del segle xx de tres cases antigues (un arc escarser té inscrita la data 1668). En un primer moment, es trobaven als terrenys del Mas Cavaller, propietat del noble Francesc Cavaller; després van passar als seus hereus i, a partir del 1761, una de les cases va ser comprada per Esteve Anglada.
El 1917, el pagès, ramader i empresari làctic Marc Viader i Bas (1879-1954) va comprar les tres finques i va encarregar el projecte d'ampliació i reforma dels tres edificis a l'arquitecte Manuel Joaquim Raspall i Mayol. Les obres es van acabar el 1922, tal com mostra una inscripció a la façana del carrer de Teresa Oller. La reforma va bastir la nova casa seguint l'estil modernista i noucentista.
El 1965, la planta baixa i la planta pis van ser reformades per l'arquitecte Jordi Ortega i Verdiell. També es va modificar una ala del segon pis i es van incorporar els plafons ceràmics a la façana. El 2015 es va dur a terme una restauració de la coberta.

## Edifici
Està situat entre el carrer Teresa Oller i la plaça de Marc Viader i presenta un estil amb característiques modernistes i noucentistes. El parament presenta esgrafiats ocres i grisos de motius vegetals, florals i d'imitació de carreus. Consta d'elements ceràmics decoratius com les jardineres i els ampits. Les obertures són majoritàriament de llinda plana amb persianes de fusta de llibret. Les baranes de les diferents terrasses són de balustrades amb gerros ornamentals.
El cos principal disposa de planta baixa i dos pisos, amb coberta a dues aigües amb el carener paral·lel a la façana del carrer de Teresa Oller. La façana disposa d'un sòcol de pedra coronat amb un fris de rajoles. Presenta una composició ordenada d'eixos verticals amb portes a la planta baixa, dues en arc escarser i una amb un guardapols esgrafiat. Una línia d'imposta separa la planta baixa del pis. Als pisos superiors hi ha balcons amb baranes de ferro forjat. La façana està rematada amb una cornisa llisa motllurada.
El volum annexat a la façana del carrer Teresa Oller presenta un perfil sinuós amb un petit pati al mig, tancat amb una reixa alineada al carrer amb porta central de ferro forjat. Disposa de planta baixa i pis, rematat amb terrassa. La façana presenta, a la planta baixa, tres portes en arc carpanell i vitralls de colors. A una cantonada arrodonida hi ha una inscripció amb decoració vegetal amb el nom VIADER i la data de 1922. El pis combina finestres amb jardineres i obertures molt estretes amb ampits. Damunt hi ha un fris amb espieres, coronat amb balustrada i gerros ornamentals. Els pisos que donen a la terrassa tenen obertures rectangulars i presenten ulls de bou el·líptics a la zona superior.
La façana posterior, situada al sud, està precedida per un llarg pati rectangular amb accés per la plaça de Marc Viader. La tanca és d'estil modernista amb una columna ornamentada i una reixa de ferro forjat, asimetria i ornamentada amb motius vegetals i florals. La façana s'ordena mitjançant cinc eixos verticals, amb dos braços sobresortints de planta baixa i terrassa, així com una torratxa-tribuna de quatre alçades avançada de la línia de la façana. Les obertures són rectangulars, excepte la planta superior que emmarcada en un capcer de perfil sinuós, presenta un gran arc carpanell a tall de mirador, i dos òculs el·líptics als laterals. La planta baixa presenta un porxo amb arcs carpanells, rematat amb terrassa de balustrada. Els pisos superiors estan bastits amb obertures de llinda plana i coronats amb una cornisa amb voladís llis i motllurat.

## Galeria d'imatges

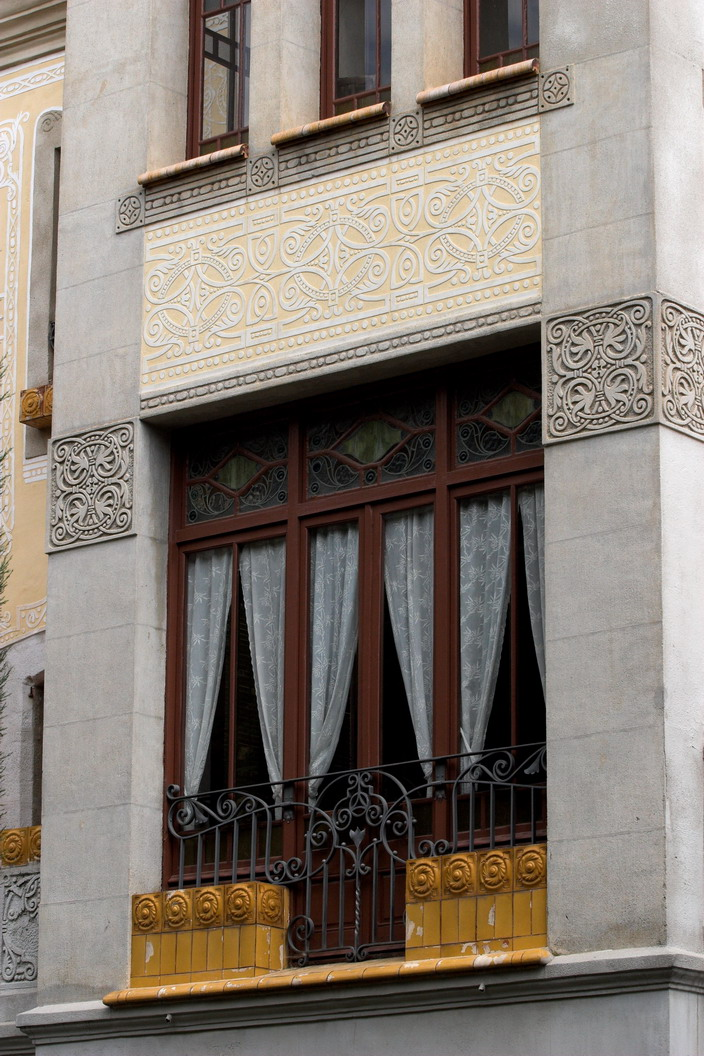
Esgrafiat, ceràmica, forja i vitralls, signes identificatius de Raspall
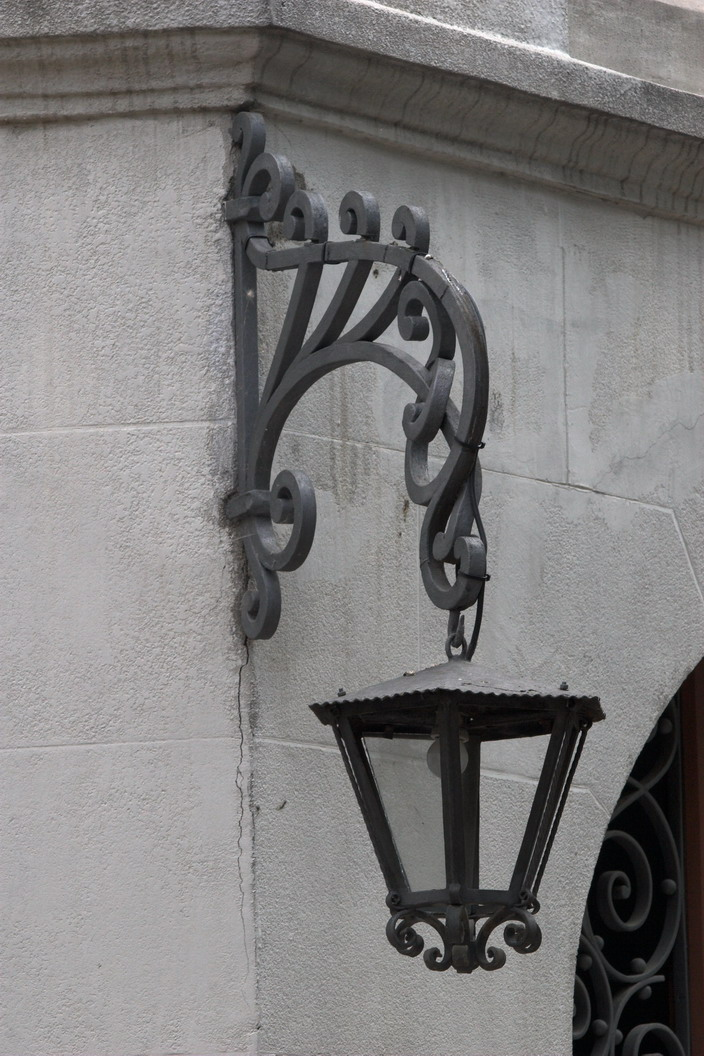
Fanal exterior de forja
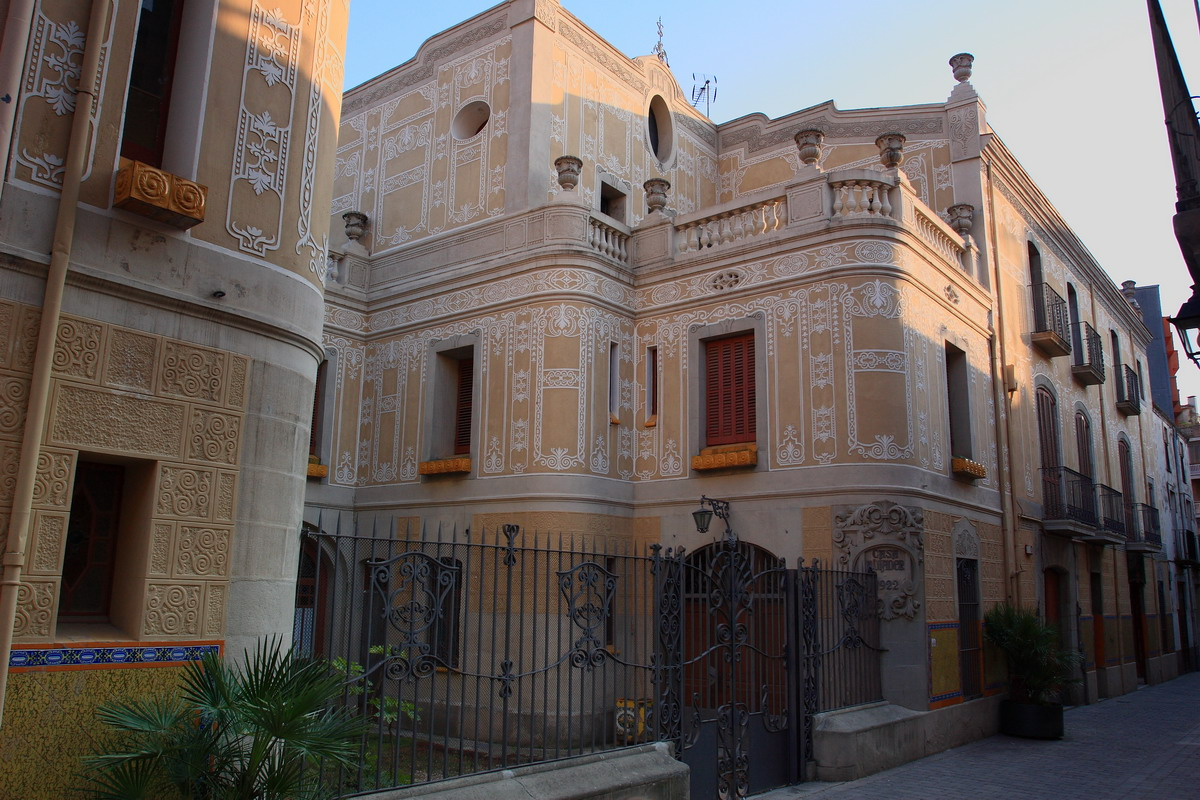
Façana
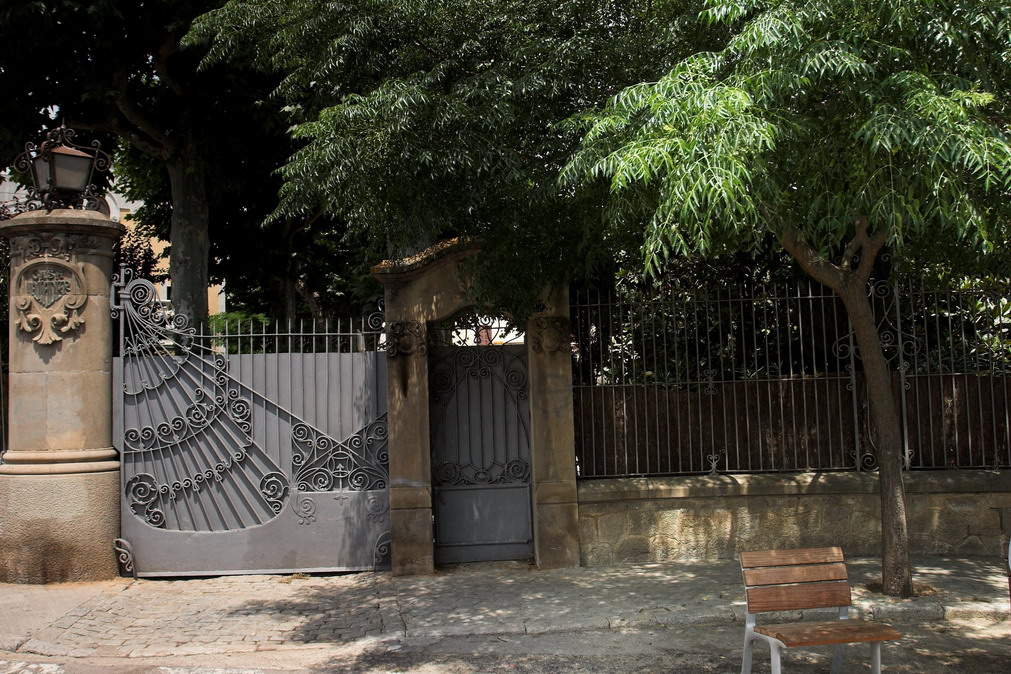
Façana principal amb la tanca d'accés de forja
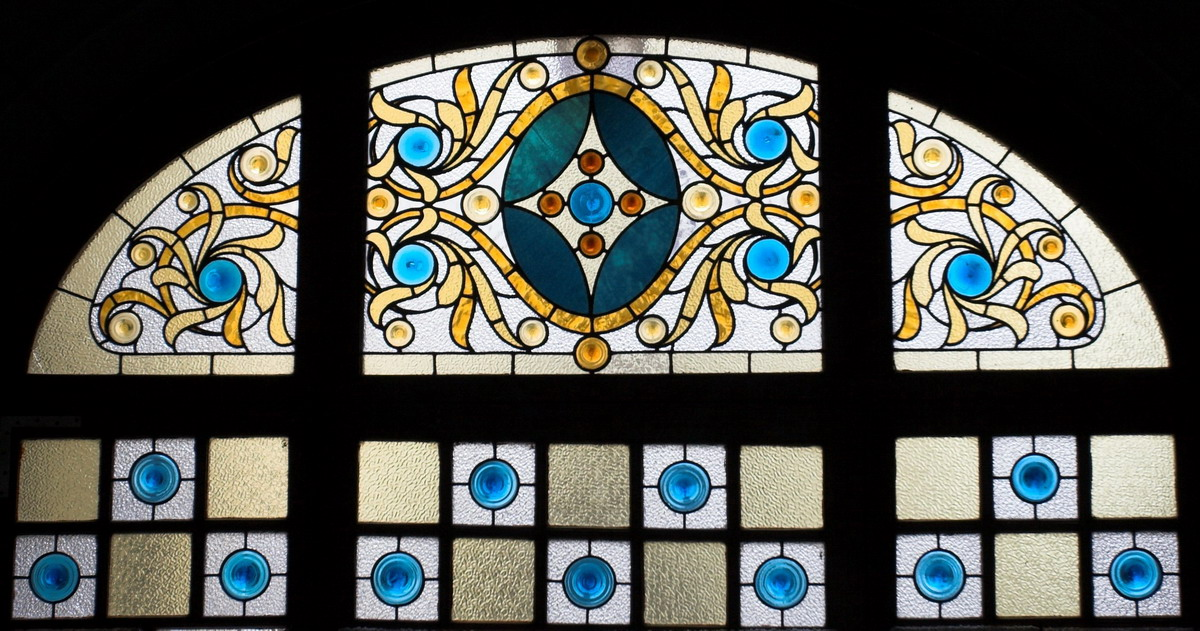
Vitrall modernista